# SN 1885A
SN 1885A (також S Андромеди, S And) — наднова в Галактиці Андромеди. Єдина, яку досі спостерігали в цій галактиці, і перша наднова, виявлена поза межами Чумацького Шляху.

## Відкриття

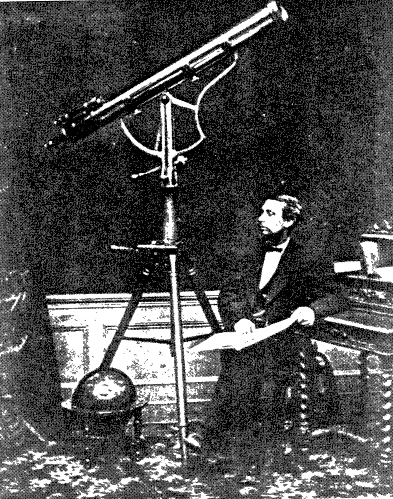
Ісаак Ворд

Вважається, що наднову вперше помітив 17 серпня 1885 року французький астроном Людовик Галлі під час публічної події спостереження за зорями, але Галлі в той час подумав, що в його телескоп потрапило розсіяне місячне світло, і не повторив своє спостереження. Ірландський астроном-аматор Ісаак Ворд у Белфасті стверджував, що бачив об'єкт 19 серпня 1885 року, але не відразу опублікував новину про це.
Незалежно наднову спостерігав Ернст Хартвіг у Тартуській обсерваторії в Естонії 20 серпня 1885 року. Про це спостереження було повідомлено в телеграмі від 31 серпня 1885 року, коли Хартвіг повторив його в кращих умовах, аби впевнитися, що воно не зумовлене відбитим місячним світлом. Телеграма закликала до ширшого спостереження феномену та пропонувала Ісааку Ворду, Людовику Галлі й кільком іншим астрономам опублікувати свої спостереження (перші повідомлення про наднову з'явились до публікації листа Хартвіга про відкриття, який надійшов невдовзі після його телеграми, але був спочатку втрачений "Astronomische Nachrichten" і надрукований лише в одному з наступних номерів). Історія відкриття узагальнена К. Г. Джонсом і де Вокулером та Корвіном. Обидва дослідження сумніваються, що Ворд справді бачив наднову, оскільки його розрахункова зоряна величина суттєво відрізняється від пізніше реконструйованих кривих блиску і роблять висновок, що саме Хартвіга слід вважати першовідкривачем.

## Характеристики
SN 1885A досягла зоряної величини +5,85 21 серпня 1885 і зменшилась до величини +14 через півроку. Зоря, як повідомлялося, була червонуватого кольору і дуже швидко втрачала яскравість, що нетипово для наднових типу Ia. Деякі астрономи візуально спостерігали спектр зорі (фотографічних спектральних спостережень у той час ще не робилось). Ці спостереження були зроблені на межі видимості, але вони добре узгоджуються одне з одним і з сучасними даними про типові наднові типу Ia. Вони є вагомим доказом для класифікації зорі до цього типу.
Наднова розташовувалась за 16" від порівняно яскравого ядра галактики. Це зробило виявлення залишку наднової складним і багаторазові спроби не мали успіху. Нарешті 1988 року Р. А. Фезен з колегами за допомогою 4-метрового телескопу Мейолл в обсерваторії Кітт Пік виявили багатий на залізо залишок. Подальші спостереження були зроблені за допомогою космічного телескопа Габбл 1999 року.